# Barthélémy de Las Cases
Pour les articles homonymes, voir Las Cases.
Ne doit pas être confondu avec Bartolomé de las Casas.
Barthélémy de Las Cases, comte de Las Cases, né le 1er août 1811 à Paris et mort le 29 novembre 1877 à Paris, est un homme politique français.

## Biographie
Fils d'Emmanuel de Las Cases, frère d'Emmanuel Pons de Las Cases.
Il entre dans la Marine en 1830, devenant aide de camp des ministres de la Marine Duperré et Roussin.
Maire de Chalonnes-sur-Loire, conseiller général en 1853, il est député de Maine-et-Loire de 1857 à 1869, siégeant dans la majorité dynastique. Il fait partie des quatre députés de Maine-et-Loire avec Bucher de Chauvigné, Louvet et Segris.
Il est nommé chambellan honoraire de l'Empereur en 1859 à ce titre il recevra la Légion d'honneur. Filleul de l'Impératrice Joséphine, il a épousé, en 1844, Rosalie Isaure Bigot de La Presle (1815-1903) dont il eut 7 enfants.
Son fils Barthélémy de Las Cases (1845-1923), fut le dernier comte de Las Cases, marié en juillet 1880 avec Madeleine Mercier de Lostende dont ; Ophrésie de Las  Cases, Henriette de Las  Cases, Emmanuel de Las  Cases, Hélène de Las  Cases, Bertrand de Las  Cases, Napoléone de Las Cases marié avec Maurice de Rochecouste parents de Donald de Rochecouste, qui fut membre de la résistance.
Il est inhumé au cimetière de Passy (9e division).

## Décoration
- Officier de l'Ordre national de la Légion d'honneur en 1866[1].

## Source
- « Barthélémy de Las Cases », dans Adolphe Robert et Gaston Cougny, Dictionnaire des parlementaires français, Edgar Bourloton, 1889-1891 [détail de l’édition]